# Folclor literar
Folclorul literar este un termen care reunește elementele de folclor care aparțin literaturii, reprezentând de asemenea interpretarea și valorificarea acestora pentru inspirație culturală, sau valoare sociologică și antropologică mondială, în perioada Iluminismului. Interesul pentru folclor s-a intensificat în perioada Romantismului, căpătând ulterior un rol important în cultura contemporană, acompaniat de apariția structurilor instituționalizate (muzee, publicații, societăți).

## Istorie
De la definiția lui Thomas, cu timpul au apărut noi semnificații, mai ales în ceea ce privește fenomenele subsumate culturii populare. De aici două atitudini complementare: entuziasm pentru folclor (în special pe durata Romantismului, sec. XVIII-XIX) și de atitudine științifică explicativă, ulterior. Precursor al ambelor direcții este socotit Giambattista Vico, acela care, încă din 1725 vorbea, în Scienza nuova, de poeticitatea limbii popoarelor „sălbatice”, găsind originea metaforei în mentalitatea și în modul de gândire animist al unei faze „poetice“ în dezvoltarea spiritului omenesc.
Clasicul Michel de Montaigne prefera „naivitatea și grația“ poeziei populare artificialității creației de salon caracteristice epocii sale.
Cel care a dat un imbold considerabil interesului pentru folclor a fost Johan Gottfried Herder, care a publicat colecțiile Volkslieder și Stimmen der Völker in Liedern (1778 - 1779); valoarea intrinsecă a poeziei populare este reprezentată, pentru acesta, iar apoi și pentru romantici, de valoarea ei etno-istorică și artistică.
Folclorul, „arhiva vie a popoarelor”, ajunge astfel să fie considerad o cale prin care se reconstituie trecutul istoric național și se pune baza culturii naționale moderne.

### În România
În România, interesul pentru cultura populară, în literatură, se manifestă timpuriu, în perioada cronicarilor (1590-1745), care le acordă un interes deosebit (Neculce își prefațează „Letopisețul” cu 42 de legende; în Descrierea Moldovei de Dimitrie Cantemir apar obiceiuri, credințe, superstiții). Rolul major a revenit, însă, pașoptiștilor, care văd în poezia populară o oglindă a sufletului popular. 
- Alecsandri pune laolaltă prima culegere de poezie populară „Poezii populare. Balade (cântice bătrânești) adunate și îndreptate” (1852)
- Heliade Rădulescu începe prelucrarea miturilor (Zburătorul) și introduce literatura populară ca izvor de inspirație în sfera de interes a creatorilor (Pann, Asachi, Bălcescu etc.),
- Alecu Russo sistematizează, într-o viziune teoretică mai profundă, ideile privitoare la creația literară populară ca document istoric și spiritual, cu valoare artistică de excepție și nesecat izvor de inspirație pentru creația cultă

## Tipuri de mituri în folclorul literar
Miturile sunt structuri ale relatării care apar recurent în folclor. 
- mituri cosmogonice — facerea lumii, creația prin excelentă, cosmogonia e modelul exemplar al unei serii întregi de faceri. Nu doar pentru că acest cosmos e arhetipul, ci și pentru că este o operă divină.
- mituri de origine -- prelungesc și completează mitul cosmogonic, povestind cum a fost lumea modificată (îmbogățită sau sărăcită). De aceea marea majoritate a acestora repetă cosmogonia, istoria lumii și a comunității (tribului) - o reactualizare rituală, prin cântece și dansuri, a evenimentelor mitice esențiale de la facerea lumii încoace. Ele joacă un rol și în vindecări, și în ceremonialele nașterii, în ritualurile acestora implicându-se și mitul cosmogonic, și acela al originii bolii.
- miturile și riturile înnoirii -- sunt și ele legate de cel cosmogonic. În această categorie intră și ritualul Anului Nou - când se inaugurează un nou ciclu temporal. Renovarea anuală a lumii este un reflex al unei temporalități încă neextinse, o nouă creație. În ceremoniile de Anul Nou, se presupune că nemuritorii sunt din nou prezenți pe pământ, sanctificând astfel lumea, care devine regenerată și stabilă. Sărbătorile periodice de regenerare reactualizează simbolic cosmogonia, opera creatoare a zeilor, nimicirea lumii vechi. Aceasta dispare în chip firesc, fiindcă distanța ce o separă de începuturi a atins limita extremă. De aici deosebirea dintre aceste credințe și cele privitoare la potop sau la alte catastrofe.
- miturile eshatologice (gr. eshaton = sfârșit) -- sunt referitoare la sfârșitul lumii. Ele povestesc despre distrugerea lumii și a umanității, cu excepția unui cuplu. Mitul Potopolui este general răspândit (dar foarte rar în Africa). Alte cataclisme de proporții cosmice ce pot produce distrugerea lumii sunt cutremure, incendii, prăvăliri de munți. Acestea nu sunt însă, totale, ci înseamnă doar sfârșitul unei umanități, urmat de venirea alteia noi. Însă haosul ce urmează distrugerii, urmat de apariția unui nou teritoriu nu este altceva decât regresiune către haosul primordial, așadar către cosmogonie. Cauza cataclismului este mânia ființei supreme, provocată de păcatele oamenilor și de decrepitudinea lumii. Majoritatea acestor mituri aduce și convingerea că lumii distruse (degradată progresit) îi va urma o alta, paradisiacă, grație unei noi creații.

Multe mitologii (cele complexe, orientale) vorbesc despre crearea și distrugerea ciclică a lumii și de credința în „perfecțiunea începuturilor“.
În creștinism, însă, sfârșitul lumii va fi unic, așa cum cosmogonia a fost unică. Cosmosul ce va urma catastrofei va fi cel inițial, dar purificat, regenerat și restaurat în gloria sa primordială. Acest paradis terestru va fi infinit, pentru că timpul nu mai este cel circular al veșnicei întoarceri, ci unul linear, ireversibil. În acest context eshatologia reprezintă triumful unei istorii sfinte, sfârșitul lumii revelând valoarea religioasă a faptelor umane; oamenii vor fi judecați după faptele lor (o judecată selectivă, doar cei aleși putând avea parte de fericirea veșnică, pentru că în lupta cu puterile și ispitele lumii eu ai rămas credincioși împărăției cerurilor). Sfârșitul lumii face parte din misterul mesianic, fiindcă această catastrofă va fi urmată de o a doua venire a lui Iisus și de Judecata de apoi, apoi - pentru aleși la restaurarea paradisului. Catastrofa va fi precedată de domnia Anticristului, când toate valorile - sociale, morale, religioase, vor fi răsturnate (adică o întoarcere în haos).
Credința într-un nou început, prezentă în toate aceste mituri, implicâ atât motivul perfecțiunii începuturilor în trecutul originat, cât și acela viitor, paradisiac, ce a avut loc ab origine (adică a cosmogoniei) conferă ltiința a ceea ce se va îmtâmpla în viitor.
Întoarcerea individuală la origine este concepută ca o posibilitate de a înnoi și de a regenera existența celui care o întreprinde. 
Este vorba, în primul rând, de binecunoscutul simbolism al ritualurilor inițiatice - „renașterea“ novicelui are loc sub semnul unui regressus ad uterum. Prin inițiere, adolescentul devine, deopotrivă, o ființă responsabilă social și avizată cultural. Întoarcerea la matrice este figurată fie printr-o recluziune (într-o colibă), fie prin înghițirea de către un monstru, fie prin pătrunderea în teren sacru (identificat cu uterul pământului mumă). Bezna prenatală sau a locului de recluziune nu e altceva decât întunericul nopții premergătoare creației.
Dar adevărata semnificație a miturilor și a riturilor de întoarcere la origine este dată de intenția revelată contextual a fiecăruia. Așa se explică de exemplu, „idealul de obținere a beatitudinii“ (a tinereții și a longevității), adică a nemuririi - prin unitatea primordială, starea care preceda, de fapt, însăși creația. Și astfel, prin întoarcerea la origini, se pot anula efectele timpului - ale timpului scurs și se poate reîncepe viața. Filosofiile, tehnicile ascetice și contemplative indiene urmăresc vindecarea omului de suferința vieții în timp, de legea Karmei adică, aceea care impune transmigrațiunile - veșnica reîntoarcere la viață, la suferință. A ieși de sub „jugul“ legii Karmei înseamnă, în fond, a te vindeca, a avea acces la nemurire. Pentru homo religiosus, esențialul, care precedă existența, a avut loc anterior, într-o istorie primordială. Existența sa reală începe atunci când primește comunicarea acestei istorii și își asumă consecințele ei (în creștinism, de exemplu, esențialul este drama din paradis, care a pus temelia actualei condiții umane).
Iar acest „esențial“ diferă de la o religie la alta, având drept punct de convergență doar prezența unor ființe supranaturale care au pierdut nemurirea.
Prestigiul „originii“ supraviețuiește în contemporaneitate, prin idealul existențial propus unei colectivități sau individului. Putem aminti, în această direcție, fascinația exercitată de „mitul originii“ superioare (arianismului), de mitul „vârstei de aur“ al comunismului (societatea fără clase, fără tensiuni, fără istorie, triumfalistă) sau, mai aproape, de mitul lui Superman (ființa fantastică, dedublată însă) dând glas nostalgiilor secrete ale omului modern, care, având conștiința decăderii, a mărginirii sale, aspiră să ajungă el însuși un personaj excepțional, un erou.
De aici și rolul extrem de important al cinematografiei care propune asemenea „mituri“ sau rolul mijloacelor de comunicare în masă (scrise, vizuale), la dirijarea opiniei publice, a atitudinii colectivităților.
M. Eliade descoperă „comportări mitice“ în chiar obsesia „succesului“ caracteristică societății moderne, care traduce dorința obscură de a transcede limitele condiției omenești („mituri“ minore - starul, automobilul etc. sau „mituri elitiste“ - care se cristalizează în jurul creației - filosofice, artistice, experiențele revoluționare ale artei moderne oglindind, de fapt, criza spirituală actuală, faptul că „elita“ găsește, în extravaganța unor curente aristice, posibilitatea unei gnoze inițiatice). Și tot aici se înscrie fascinația lecturii - căci în literatură descoperim acea revoltă împotriva timpului istoric în care trăim și muncim, împotriva timpului „mort“, care strivește și ucide, prin recuperarea unui timp străin, extatic sau imagina, al beatitudinii.